# Йолли, Фридрих фон
Фридрих фон Йолли (нем. Friedrich von Jolly; 24 ноября 1844, Гейдельберг — 4 января 1904, Берлин) — немецкий врач. Сын Иоганна Филиппа Густава фон Йолли, брат Людвига и Юлиуса фон Йолли.

## Биография
Фридрих фон Йолли родился 24 ноября 1844 года в городе Гейдельберге. Учился в Мюнхене и Гёттингене, с 1868 работал в приюте для лунатиков Вернек. 
В 1871 — приват-доцент в Вюрцбурге, с 1873 — профессор психиатрии и директор Психиатрической клиники в Страсбурге. 
В 1890 назначен преемником Карла Вестфаля на кафедре психиатрии в Берлинском университете и по должности директора Психиатрической и нервной клиники.
Фридрих фон Йолли умер 4 января 1904 года в городе Берлине.

## Труды
Главные труды: «Bericht über die Irrenabteilung des Julius-Spitals» (1873); «Hysterie und Hypochondrie» (в «Ziemsen’s Handbuch der Pathologie», 1877); «Untersuchungen über den elektrischen Leitungswiderstand des menschlichen Körpers» (1884); «Vorgeschichte und gegenwärtige Einrichrtung der psychiatrischen Klinik in Strassburg» (1887). С 1890 Йолли редактировал «Archiv für Psychiatrie und Nervenkrankheiten».